# 港閘区
港閘区（こうこう-く）は中華人民共和国江蘇省南通市に存在した市轄区。

## 行政区画
- 街道:永興街道、唐閘鎮街道、天生港鎮街道、秦竈街道、陳橋街道、幸福街道